# Nahda
Il termine nahda (in arabo rinascimento, rinascita, risveglio) allude a una realtà molto composita di atteggiamenti mentali e di espressioni politiche e sociali frutto dell'effervescenza della cultura e dell'intellettualità araba mentre l'impero ottomano languiva e poi definitivamente si spegneva, nel mentre le potenze europee si disputavano l'egemonia nel Medio Oriente alla fine del XIX secolo.
La nahda si espresse a molteplici livelli:
1. il livello pubblico
2. il livello sociale
3. il livello politico
4. il livello filosofico e culturale

Livello pubblico
Il grande sviluppo del giornalismo a partire dalla metà del XIX secolo, soprattutto con giornalisti arabi di origine siro – libanese che emigravano verso il Cairo, centro della stampa araba. In Egitto fu fondata la prima biblioteca nazionale del mondo arabo grazie ad 'Ali Mubarak e agli inizi del XX secolo nascevano le prime università moderne a Istanbul.
Livello sociale
Alla ribalta in primo luogo il mondo femminile e il ruolo della donna. Vennero fondati i primi movimenti femministi egiziani e pubblicate alcune riviste con lo scopo di dare maggior attenzione sul piano sociale alle donne.
Livello politico
Concetti importanti erano quelli di nazione-patria e di libertà. Il senso della patria, usato dalla stampa ottomana, è legato all'idea di patriottismo che si incontra tra i teorici del panarabismo o nazionalismo arabo (la Siria è il luogo in cui nacque il nazionalismo arabo). La questione della libertà riguarda: la libertà individuale, bene da salvaguardare e promuovere; la libertà religiosa, in cui le religioni sono i veicoli necessari per coltivare principi etici e morali.
Livello filosofico e culturale
Necessita di separare la religione dalla scienza, secolarismo. Si imputava all'Islam di confondere la fede con la politica e quindi bisognava affermare nel mondo arabo: scienza giustizia e libertà.
La nahda era un vasto movimento di grande vivacità spirituale che occidentalizzò non solo il pensiero arabo, ma anche le società arabe e islamiche, gettando le basi culturali delle attuali società mediorientali.